# Olympische Winterspiele 2010/Freestyle-Skiing – Skicross (Männer)
Das Skircrossrennen der Männer bei den Olympischen Spielen 2010 in Vancouver fand am 21. Februar 2010 statt.
Der Schweizer Michael Schmid gewann das Finale und wurde Olympiasieger. Die Silbermedaille ging an den Österreicher Andreas Matt und Bronze erhielt der Norweger Audun Grønvold.

## Ergebnisse

### Qualifikation
Die Qualifikation wurde um 9:15 Uhr (Ortszeit) ausgetragen.
| Rang | Athlet                | Nation             | Zeit (min) | Anm. |
| ---- | --------------------- | ------------------ | ---------- | ---- |
| 1    | Michael Schmid        | Schweiz            | 1:12,53    | Q    |
| 2    | Christopher Del Bosco | Kanada             | 1:12,89    | Q    |
| 2    | Xavier Kuhn           | Frankreich         | 1:12,91    | Q    |
| 3    | Andreas Matt          | Österreich         | 1:13,13    | Q    |
| 4    | Audun Grønvold        | Norwegen           | 1:13,23    | Q    |
| 5    | Thomas Zangerl        | Österreich         | 1:13,44    | Q    |
| 6    | Filip Flisar          | Slowenien          | 1:13,46    | Q    |
| 7    | Simon Stickl          | Deutschland        | 1:13,49    | Q    |
| 8    | Errol Kerr            | Jamaika            | 1:13,71    | Q    |
| 10   | Stanley Hayer         | Kanada             | 1:13,74    | Q    |
| 11   | Tomáš Kraus           | Tschechien         | 1:13,75    | Q    |
| 12   | Scott Kneller         | Australien         | 1:13,85    | Q    |
| 13   | Enak Gavaggio         | Frankreich         | 1:13,90    | Q    |
| 14   | Sylvain Miaillier     | Frankreich         | 1:13,91    | Q    |
| 14   | Conradign Netzer      | Schweiz            | 1:13,91    | Q    |
| 16   | Ted Piccard           | Frankreich         | 1:14,10    | Q    |
| 17   | Anders Rekdal         | Norwegen           | 1:14,17    | Q    |
| 18   | Casey Puckett         | Vereinigte Staaten | 1:14,35    | Q    |
| 19   | Lars Lewén            | Schweden           | 1:14,44    | Q    |
| 20   | Jegor Korotkow        | Russland           | 1:14,54    | Q    |
| 21   | Michael Forslund      | Schweden           | 1:14,66    | Q    |
| 21   | Juha Haukkala         | Finnland           | 1:14,66    | Q    |
| 23   | Tommy Eliasson        | Schweden           | 1:14,73    | Q    |
| 24   | Daron Rahlves         | Vereinigte Staaten | 1:14,91    | Q    |
| 25   | Davey Barr            | Kanada             | 1:14,98    | Q    |
| 26   | Hiroomi Takizawa      | Japan              | 1:15,03    | Q    |
| 27   | Richard Spalinger     | Schweiz            | 1:15,12    | Q    |
| 28   | Patrick Koller        | Österreich         | 1:15,22    | Q    |
| 29   | Martin Fiala          | Deutschland        | 1:15,88    | Q    |
| 30   | Markus Wittner        | Österreich         | 1:15,91    | Q    |
| 31   | Beni Hofer            | Schweiz            | 1:16,18    | Q    |
| 32   | Eric Iljans           | Schweden           | 1:16,34    | Q    |
|      | Zdeněk Šafář          | Tschechien         | DNF        |      |

### Achtelfinale

#### Lauf 1
| Rang | Athlet         | Nation             | Anm. |
| ---- | -------------- | ------------------ | ---- |
| 1    | Michael Schmid | Schweiz            | Q    |
| 2    | Eric Iljans    | Schweden           | Q    |
| 3    | Daron Rahlves  | Vereinigte Staaten |      |
| 4    | Ted Piccard    | Frankreich         | DNF  |

#### Lauf 2
| Rang | Athlet        | Nation      | Anm. |
| ---- | ------------- | ----------- | ---- |
| 1    | Errol Kerr    | Jamaika     | Q    |
| 2    | Davey Barr    | Kanada      | Q    |
| 3    | Simon Stickl  | Deutschland |      |
| 4    | Anders Rekdal | Norwegen    | DNF  |

#### Lauf 3
| Rang | Athlet            | Nation     | Anm. |
| ---- | ----------------- | ---------- | ---- |
| 1    | Tomáš Kraus       | Tschechien | Q    |
| 2    | Richard Spalinger | Schweiz    | Q    |
| 3    | Thomas Zangerl    | Österreich |      |
| 4    | Lars Lewén        | Schweden   |      |

#### Lauf 4
| Rang | Athlet           | Nation      | Anm. |
| ---- | ---------------- | ----------- | ---- |
| 1    | Enak Gavaggio    | Frankreich  | Q    |
| 2    | Andreas Matt     | Österreich  | Q    |
| 3    | Martin Fiala     | Deutschland |      |
| 4    | Michael Forslund | Schweden    |      |

#### Lauf 5
| Rang | Athlet            | Nation     | Anm. |
| ---- | ----------------- | ---------- | ---- |
| 1    | Sylvain Miaillier | Frankreich | Q    |
| 2    | Markus Wittner    | Österreich | Q    |
| 3    | Juha Haukkala     | Finnland   |      |
| 4    | Xavier Kuhn       | Frankreich | DNF  |

#### Lauf 6
| Rang | Athlet         | Nation     | Anm. |
| ---- | -------------- | ---------- | ---- |
| 1    | Audun Grønvold | Norwegen   | Q    |
| 2    | Scott Kneller  | Australien | Q    |
| 3    | Jegor Korotkow | Russland   |      |
| 4    | Patrick Koller | Österreich |      |

#### Lauf 7
| Rang | Athlet           | Nation             | Anm. |
| ---- | ---------------- | ------------------ | ---- |
| 1    | Filip Flisar     | Slowenien          | Q    |
| 2    | Stanley Hayer    | Kanada             | Q    |
| 3    | Hiroomi Takizawa | Japan              |      |
| 4    | Casey Puckett    | Vereinigte Staaten |      |

#### Lauf 8
| Rang | Athlet                | Nation   | Anm. |
| ---- | --------------------- | -------- | ---- |
| 1    | Christopher Del Bosco | Kanada   | Q    |
| 2    | Tommy Eliasson        | Schweden | Q    |
| 3    | Conradign Netzer      | Schweiz  |      |
| 4    | Beni Hofer            | Schweiz  |      |

### Viertelfinale

#### Lauf 1
| Rang | Athlet         | Nation   | Anm. |
| ---- | -------------- | -------- | ---- |
| 1    | Michael Schmid | Schweiz  | Q    |
| 2    | Davey Barr     | Kanada   | Q    |
| 3    | Errol Kerr     | Jamaika  |      |
| 4    | Eric Iljans    | Schweden |      |

#### Lauf 2
| Rang | Athlet            | Nation     | Anm. |
| ---- | ----------------- | ---------- | ---- |
| 1    | Enak Gavaggio     | Frankreich | Q    |
| 2    | Andreas Matt      | Österreich | Q    |
| 3    | Tomáš Kraus       | Tschechien |      |
| 4    | Richard Spalinger | Schweiz    |      |

#### Lauf 3
| Rang | Athlet            | Nation     | Anm. |
| ---- | ----------------- | ---------- | ---- |
| 1    | Audun Grønvold    | Norwegen   | Q    |
| 2    | Scott Kneller     | Australien | Q    |
| 3    | Sylvain Miaillier | Frankreich |      |
| 4    | Markus Wittner    | Österreich |      |

#### Lauf 4
| Rang | Athlet                | Nation    | Anm. |
| ---- | --------------------- | --------- | ---- |
| 1    | Christopher Del Bosco | Kanada    | Q    |
| 2    | Filip Flisar          | Slowenien | Q    |
| 3    | Tommy Eliasson        | Schweden  |      |
| 4    | Stanley Hayer         | Kanada    |      |

### Halbfinale

#### Lauf 1
| Rang | Athlet         | Nation     | Anm.          |
| ---- | -------------- | ---------- | ------------- |
| 1    | Michael Schmid | Schweiz    | Finale        |
| 2    | Andreas Matt   | Österreich | Finale        |
| 3    | Davey Barr     | Kanada     | Kleine Finale |
| 4    | Enak Gavaggio  | Frankreich | Kleine Finale |

#### Lauf 2
| Rang | Athlet                | Nation     | Anm.          |
| ---- | --------------------- | ---------- | ------------- |
| 1    | Audun Grønvold        | Norwegen   | Finale        |
| 2    | Christopher Del Bosco | Kanada     | Finale        |
| 3    | Scott Kneller         | Australien | Kleine Finale |
| 4    | Filip Flisar          | Slowenien  | Kleine Finale |

### Finale

#### Kleines Finale
| Rang | Athlet        | Nation     | Anm. |
| ---- | ------------- | ---------- | ---- |
| 5    | Enak Gavaggio | Frankreich |      |
| 6    | Davey Barr    | Kanada     |      |
| 7    | Scott Kneller | Australien |      |
| 8    | Filip Flisar  | Slowenien  | DNF  |

#### Großes Finale
| Rang | Athlet                | Nation     | Anm. |
| ---- | --------------------- | ---------- | ---- |
| 1    | Michael Schmid        | Schweiz    |      |
| 2    | Andreas Matt          | Österreich |      |
| 3    | Audun Grønvold        | Norwegen   |      |
| 4    | Christopher Del Bosco | Kanada     | DNF  |